# Ancylis arcitenens
Ancylis arcitenens is een vlinder uit de familie van de bladrollers (Tortricidae). De wetenschappelijke naam van de soort is voor het eerst geldig gepubliceerd in 1922 door Edward Meyrick.

## Type
- holotype: "female"
- instituut: MNHN, Parijs, Frankrijk
- typelocatie: "China, Kiangsu Province, Shanghai"